# Eupithecia tabestana
Eupithecia tabestana is een vlinder uit de familie van de spanners (Geometridae). De wetenschappelijke naam van de soort is voor het eerst geldig gepubliceerd in 2012 door Mironov & Ratzel.
De vlinder heeft een voorvleugellengte van 8 tot 9 millimeter.
De soort komt voor in het oosten van Afghanistan, centraal Nepal en het noorden van Pakistan.